# Saint-Romain-sous-Gourdon
 Saint-Romain-sous-Gourdon  es una población y comuna francesa, en la región de Borgoña, departamento de Saona y Loira, en el distrito de Chalon-sur-Saône y cantón de Mont-Saint-Vincent.

## Demografía
| 367 | 329 | 284 | 381 | 460 | 454 |
| Para los censos de 1962 a 1999 la población legal corresponde a la población sin duplicidades (Fuente: INSEE [Consultar]) |     |     |     |     |     |